# Cephalius chobauti
Cephalius chobauti är en insektsart som beskrevs av Puton 1898. Cephalius chobauti ingår i släktet Cephalius och familjen dvärgstritar. Inga underarter finns listade i Catalogue of Life.